# Uroš Vitas
Uroš Vitas (srbskou cyrilicí Уpoш Витас; * 6. července 1992, Niš) je srbský fotbalový obránce, který v současné době hraje za belgický celek KAA Gent. Hraje na postu stopera (středního obránce).

## Klubová kariéra
V lednu 2014 přestoupil ze srbského týmu FK Rad do belgického klubu KAA Gent, kde podepsal kontrakt do června 2017. V sezóně 2014/15 vyhrál s Gentem ligový titul, první v historii klubu.

## Reprezentační kariéra
Reprezentoval Srbsko v kategorii U21.